# 颱風莎莉嘉 (2016年)
颱風莎莉嘉（英語：Typhoon Sarika，國際編號：1621，聯合颱風警報中心：WP242016，菲律賓大氣地球物理和天文服務管理局：Karen，中國大陸、香港、澳門譯名：莎莉嘉）為2016年太平洋颱風季第21個被命名的風暴。「莎莉嘉」一名由柬埔寨所提供，意指爪哇八哥。莎莉嘉是10月第2個影響華南地區的熱帶氣旋，先在菲律賓以東近海急劇增強並橫過呂宋，再於南海中部重新組織和掠過海南。此後其外圍雨帶與偏東氣流在珠江口一帶匯聚，更導致香港受豪雨影響，香港天文台自1992年設立暴雨警告系統以來，首次需要在10月發出黑色暴雨警告信號。由於莎莉嘉在菲律賓造成嚴重傷亡和重大損失，所以在第49次颱風委員會會議上遭除名，新名稱由「翠絲」取代之，意即啄木鳥。

## 發展過程

### 秋季風暴接二連三
雖然北半球亞熱帶地區已步入秋季，但是2016年10月西北太平洋的熱帶氣旋活動接踵而來。在熱帶氣旋艾利減弱之際，一個低壓區於10月10日在菲律賓南部與雅蒲島之間的海域生成，美國海軍研究實驗室給予熱帶擾動編號93W。受惠於垂直風切變微弱、高空輻散良好和海水炎熱的優良環境，該系統在10月11日穩定發展和開始旋轉，日本氣象廳在12日凌晨2時把該低壓區升為熱帶低氣壓，4小時後便在早上6時對其發出烈風警報，表示一日內會加強為熱帶風暴；與此同時聯合颱風警報中心亦對此低壓區發出熱帶氣旋形成警報，香港天文台則在上午11時45分表示「一個熱帶氣旋似乎在形成中」。初時電腦數值預報模式顯示此風暴橫過菲律賓後將大致移向越南和北部灣一帶，但隨後運算結果一度北抬，歐洲中期預報中心預料此風暴登陸海南至雷州，美國全球預報系統更預測此風暴轉向北推進，有可能移向珠江口一帶；然而北半球秋季熱帶氣旋向來較難預測，副熱帶高壓脊東退與否，以及預計會南下的東北季候風強度皆令此熱帶氣旋動向有變數。
隨著該系統對流漸趨活躍，呈現更明顯的熱帶氣旋雛形，聯合颱風警報中心在當晚11時把該系統升為熱帶低氣壓，並給予熱帶氣旋編號24W，香港天文台到13日上午9時45分跟隨升格。因應該系統逐漸整合鞏固，日本氣象廳在晚上8時55分把該熱帶低氣壓正式升為熱帶風暴，並命名為莎莉嘉，給予國際編號1621；中國國家氣象中心、聯合颱風警報中心亦緊隨其後，分別在當晚9時40分及11時把莎莉嘉升為熱帶風暴，臺灣中央氣象局也在晚上10時把莎莉嘉升為輕度颱風，香港天文台則延至14日凌晨3時半才把莎莉嘉升為熱帶風暴。

### 臨岸爆發橫掃呂宋
莎莉嘉繼續位處於上述優良環境內，迅速而顯著增強，對流雲帶捲入中心，組成中心密集雲團，日本氣象廳、中國國家氣象中心和香港天文台先後在早上8時45分、上午11時15分和下午4時正把莎莉嘉升為強烈熱帶風暴。此時數值預報開始掌握副熱帶高壓脊的預測強度，對莎莉嘉的預報路徑也漸趨一致，以橫過呂宋後直撲海南為主流。入夜後莎莉嘉中心處出現「雲捲風眼」，日本氣象廳在當晚8時45分率先把莎莉嘉升為颱風，臺灣中央氣象局緊接在晚上10時把莎莉嘉升為中度颱風；聯合颱風警報中心、中國國家氣象中心及香港天文台在15日凌晨5時、5時半和早上6時半亦接連把莎莉嘉升為颱風。
發展初期副熱帶高壓脊對莎莉嘉的引導較不明顯，莎莉嘉只以時速12至14公里西移逼近菲律賓中部群島，且在非常接近該區之際短暫北跳，僅僅避開群島；不過之後副熱帶高壓脊向西伸展，莎莉嘉因而在15日加速至每小時25公里，同時恢復較偏西路線，直指呂宋。與此同時莎莉嘉繼續臨岸急劇增強，並打開一個眼壁較粗糙的風眼，中國國家氣象中心和香港天文台分別在下午5時20分和晚上9時半把莎莉嘉升為強颱風，前者更在晚上11時10分把莎莉嘉進一步升為超強颱風，而後者亦在事後報告把莎莉嘉補升至該分級，接近中心最高持續風速由每小時175公里上調至每小時185公里。莎莉嘉於16日午夜後達到首個強度巔峰，於凌晨2時許在菲律賓呂宋奧羅拉省登陸，早上移入南海中部並大致向西推進。受到地形影響，莎莉嘉的強度回落，風眼變得模糊不清，中國國家氣象中心在凌晨5時35分把莎莉嘉降回強颱風，更在上午10時55分把莎莉嘉降為颱風，而香港天文台也在早上6時半把莎莉嘉降回颱風。莎莉嘉在17日重新組織，並再度採取西北偏西路徑，減速到每小時18至20公里，直撲海南。

### 重整旗鼓直撲海南
經過一輪重新整合後，莎莉嘉的「雲塞風眼」重新貫通，變回原先較粗糙的風眼，同時其環流也明顯擴大，尤以北半圓為甚。中國國家氣象中心和香港天文台先後在下午5時05分和45分把莎莉嘉重新升為強颱風，但香港天文台在事後撤銷該升格。18日早上莎莉嘉移至副熱帶高壓脊西南側，移動路徑漸呈偏西北，鎖定在海南再度登陸。中國國家氣象中心宣佈莎莉嘉於上午9時50分在海南万宁市和乐镇登陸，隨後在下午1時10分把莎莉嘉降為颱風，但香港天文台至下午6時半才跟隨，此時莎莉嘉的風眼已被填塞，對流也開始變淺，日本氣象廳更已率先在下午5時45分把莎莉嘉降為強烈熱帶風暴，中國國家氣象中心和香港天文台分別在晚上8時10分和45分亦作出此項降格。莎莉嘉肆虐海南半日後，於晚上較後時間移入北部灣。
出海後莎莉嘉在19日向偏北移動並持續減弱，未能重新組織，香港天文台在上午9時半把莎莉嘉降為熱帶風暴。中國國家氣象中心宣佈莎莉嘉於下午2時10分在廣西防城港东兴市最後登陸，緊接在下午3時15分亦降為熱帶風暴。此後莎莉嘉受陸地摩擦，強度下滑得更快，短短數小時內已失去所有深層對流，低層環流中心變得難以辨認，系統東北面接上與東北季候風相關的雲帶。聯合颱風警報中心在下午5時正把莎莉嘉降為熱帶低氣壓並發出最後警報，中國國家氣象中心在25分鐘後跟隨降格，晚上8時05分宣佈停編；香港天文台和日本氣象廳亦分別在下午6時半和晚上9時05分作出此項降格，香港天文台最終在20日凌晨3時半把莎莉嘉降為低壓區，而日本氣象廳在早上8時的等壓線天氣圖上顯示莎莉嘉減弱消散。

## 影響

### 菲律賓
當地發出之最高風暴信號：三號風暴信號
莎莉嘉形成時的預測路徑已經對菲律賓構成威脅，菲律賓大氣地球物理和天文服務管理局在10月13日下午5時發出一號風暴信號，當時莎莉嘉集結在比拉克以東約520公里。隨著莎莉嘉增強和逼近，當局在14日凌晨5時發出二號風暴信號，當時莎莉嘉移至比拉克以東約330公里。由於莎莉嘉急劇加強為颱風，對菲律賓中部群島和呂宋威脅大增，當局在晚上11時發出三號風暴信號。15日各地天氣急速轉壞，有狂風暴雨；16日凌晨2時許，莎莉嘉登陸呂宋奧羅拉省，當地刮起颶風程度旋風。莎莉嘉於當地造成最少2死3失蹤，過萬人需要疏散。

### 香港
當地發出之最高熱帶氣旋警告信號： 三號強風信號
因應莎莉嘉移入南海後將與東北季候風共同影響，帶來強風和狂風大雨，香港天文台在10月16日上午11時50分發出「特別天氣提示」，表示當晚考慮發出熱帶氣旋警告信號，呼籲市民做好防風措施。天文台在晚上9時20分發出一號戒備信號，當時莎莉嘉集結在香港之東南偏南約680公里。天文台表示，莎莉嘉在晚間將與香港保持一段距離，一號信號在翌日日出前將會維持；但17日日間風力將逐步增強，屆時天文台會視乎風力變化，考慮發出三號熱帶氣旋警告信號。因應莎莉嘉移入南海後環流擴大，雨帶亦穩定靠近，天文台在17日上午9時45分表示中午12時至下午2時發出三號信號。天文台在下午1時40分發出三號強風信號，當時莎莉嘉移至香港之西南偏南約550公里。天文台預料香港普遍風勢逐漸加強，三號信號會在當日維持，後於下午4時45分表示預計莎莉嘉與香港保持500公里或以上距離，三號信號在晚間維持。晚上香港市面風勢仍較弱，但離岸的橫瀾島則早在日落時份已開始持續吹烈風。
天文台在10月18日凌晨4時45分表示當莎莉嘉在中午左右於海南登陸後，對香港的直接威脅將會減低，但在莎莉嘉及東北季候風的共同影響下，預料香港離岸海域當日大部分時間仍然吹強風，天文台會在當日稍後考慮發出強烈季候風信號，以取代三號信號。莎莉嘉於凌晨5時最接近香港，在香港之西南約520公里掠過，這標誌著莎莉嘉打破2011年強颱風尼格之510公里紀錄，一度成為天文台自2007年採用測風網絡後風暴中心距離香港最遠的三號信號，但此紀錄已被2024年颱風潭美之550公里打破。然而隨著莎莉嘉的外圍雨帶開始帶來狂風大雨，上午香港多處地區風勢不跌反升，甚至拾級而上，中午前廣泛地區風勢已達強風程度，部份地區如長洲和大尾篤更受烈風影響。天文台亦需在下午3時25分發出黃色暴雨警告信號，以及在下午5時半發出新界北部水浸特別報告。雖然風勢仍居高不下，且轉吹東南風，顯示受莎莉嘉環流影響多於被東北季候風支配，但是天文台在晚上10時10分直接取消所有熱帶氣旋警告信號，並緊接發出強烈季候風信號，當時莎莉嘉集結在香港之西南偏西約580公里。莎莉嘉吹襲期間，天文台8個參考自動氣象站有4個錄得強風，當中1個更錄得烈風，三號信號達標。長洲、西貢、啟德和機場錄得之最高10分鐘平均風速分別為每小時69、54、48及44公里。
在莎莉嘉的外圍偏南氣流與東北季候風的輻合下，翌日（19日）日間香港仍有狂風大雨，天文台在上午9時20分發出山泥傾瀉警告，至下午1時正再度發出黃色暴雨警告信號，新界北部水浸特別報告亦在25分鐘後再次發出，打破該特別報告設立以來全年最晚發出之紀錄。隨後雨勢急速惡化，天文台在下午3時半發出紅色暴雨警告信號，到下午4時正更發出黑色暴雨警告信號，是設立暴雨警告系統以來全年最晚發出的紅色和黑色暴雨警告信號、最晚發出的全年首次最高暴雨警告信號，以及首次於10月發出該信號。市區、大圍、沙田、大埔和北區累積超過200毫米雨量，香港天文台總部在下午3時至4時錄得打破10月份最高每小時雨量紀錄的78.7毫米雨量，但此紀錄已先後被2021年熱帶風暴獅子山及2023年強颱風小犬打破。香港多處地區出現嚴重水浸，尤其是香港島東區和南區，部份地方水深及膝；柴灣更有山洪暴發，洪水沖走電單車和湧入新翠商場。

### 澳門
當地懸掛之最高熱帶氣旋信號： 三號風球
隨著莎莉嘉移入南海後逐步靠近，地球物理暨氣象局在10月16日晚上10時半懸掛一號風球，當時莎莉嘉集結在澳門之東南偏南約700公里。氣象局預料翌日早上懸掛較高風球機會不大；後於10月17日上午10時表示日間懸掛較高風球機會不大。氣象局在下午4時45分表示晚間視乎情況考慮是否懸掛三號風球。氣象局在晚上10時正懸掛三號風球，當時莎莉嘉移至澳門之西南偏南約480公里。氣象局表示翌日早上懸掛更高風球機會不大，並發出「特別報告」，呼籲在大橋駕駛人仕注意行車安全。氣象局在10月18日上午10時正表示預料三號風球會維持一段時間；後於下午6時45分表示預料三號風球會在晚間維持；再於10月19日凌晨1時表示預料三號風球會維持一段時間。氣象局在10月19日凌晨4時除下所有風球，並同時懸掛強烈季候風信號，當時莎莉嘉集結在澳門西南偏西約520公里。

### 中國大陸

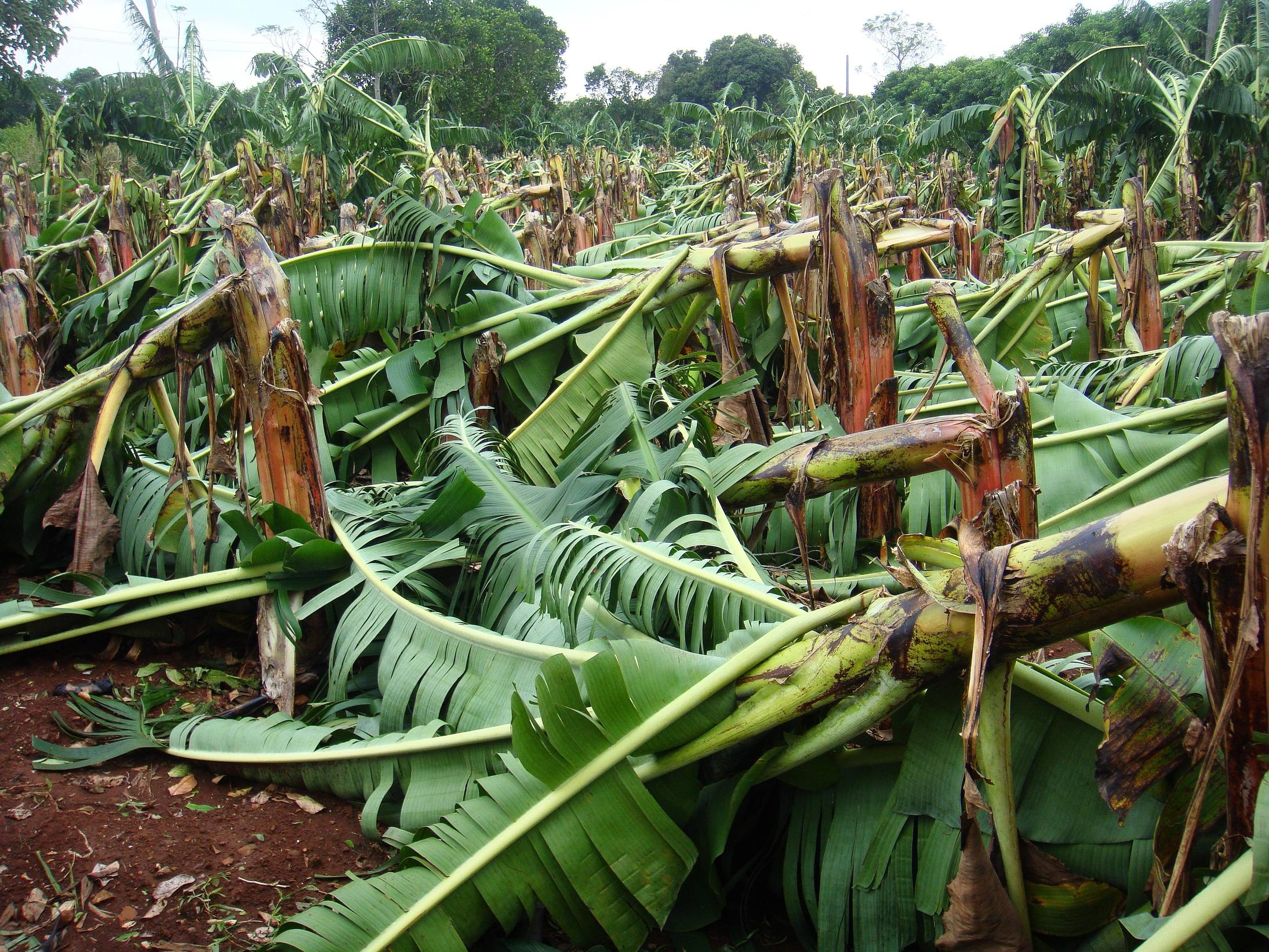
颱風對農作物的損害

當地發佈之最高颱風預警信號： 颱風紅色預警信號
由於莎莉嘉發展成熟，一度增強為超強颱風，並於橫過菲律賓後將穩定和快速移向海南，中國國家氣象中心在10月16日早上6時正直接發佈颱風黃色預警信號。國家氣象中心預計莎莉嘉將再度加強，並於18日日間登陸瓊海到三亞一帶，但亦可能在該區對開海面掠過。半日後國家氣象中心在下午6時正發佈颱風橙色預警信號，當時莎莉嘉集結在海南陵水縣之東南偏東約860公里。隨著莎莉嘉穩步西進，嚴重威脅海南，國家氣象中心在17日早上6時發佈颱風紅色預警信號，當時莎莉嘉移至萬寧市之東南偏東約570公里。莎莉嘉在18日上午9時50分登陸海南萬寧市和樂鎮，並在海南肆虐大半日，接近午夜才移入北部灣。
颱風莎莉嘉造成廣東、廣西、海南三省受災人數達374.3萬人，超過1,100間房屋倒塌，直接經濟損失為54.9億人民幣。

## 熱帶氣旋警告使用紀錄

### 菲律賓
| 菲律賓大氣地球物理和天文服務管理局 風暴信號 | 菲律賓大氣地球物理和天文服務管理局 風暴信號 | 菲律賓大氣地球物理和天文服務管理局 風暴信號 |
| ------------------------------------------- | ------------------------------------------- | ------------------------------------------- |
| 上一熱帶氣旋                                | 一號風暴信號                                | 下一熱帶氣旋                                |
| 強烈熱帶風暴艾利                            | 一號風暴信號                                | 超強颱風海馬                                |
| 強烈熱帶風暴艾利                            | 二號風暴信號                                | 超強颱風海馬                                |
| 超強颱風莫蘭蒂                              | 三號風暴信號                                | 超強颱風海馬                                |

### 中國大陸
| 中國國家氣象中心 颱風預警信號 | 中國國家氣象中心 颱風預警信號 | 中國國家氣象中心 颱風預警信號 |
| ----------------------------- | ----------------------------- | ----------------------------- |
| 上一熱帶氣旋                  | 颱風黃色預警信號              | 下一熱帶氣旋                  |
| 超強颱風鮎魚                  | 颱風黃色預警信號              | 超強颱風海馬                  |
| 超強颱風鮎魚                  | 颱風橙色預警信號              | 超強颱風海馬                  |
| 超強颱風莫蘭蒂                | 颱風紅色預警信號              | 超強颱風海馬                  |

### 香港
| 香港天文台 熱帶氣旋警告信號 | 香港天文台 熱帶氣旋警告信號 | 香港天文台 熱帶氣旋警告信號 |
| --------------------------- | --------------------------- | --------------------------- |
| 上一熱帶氣旋                | 一號戒備信號                | 下一熱帶氣旋                |
| 熱帶風暴艾利                | 一號戒備信號                | 超強颱風海馬                |
| 熱帶風暴電母                | 三號強風信號                | 超強颱風海馬                |

### 澳門
| 地球物理暨氣象局 熱帶氣旋信號 | 地球物理暨氣象局 熱帶氣旋信號 | 地球物理暨氣象局 熱帶氣旋信號 |
| ----------------------------- | ----------------------------- | ----------------------------- |
| 上一熱帶氣旋                  | 一號風球                      | 下一熱帶氣旋                  |
| 熱帶風暴艾利                  | 一號風球                      | 超強颱風海馬                  |
| 熱帶風暴電母                  | 三號風球                      | 超強颱風海馬                  |

## 外部連結
| 太平洋颱風季             |
| 主題頁 - 專題 - 編輯指南 |

- （英文）颱風2000：各氣象部門對莎莉嘉的預測路徑集合 （页面存档备份，存于）
- （英文）美國太空總署：相關資料 （页面存档备份，存于）
- （日語）日本氣象廳：數位颱風網資料（日文版 （页面存档备份，存于）、英文版 （页面存档备份，存于））、1621最佳路徑數據（日文版 （页面存档备份，存于）、英文版 （页面存档备份，存于））、2016年熱帶氣旋最佳路徑圖（日文版 （页面存档备份，存于）、英文版 （页面存档备份，存于））、2016年熱帶氣旋最佳路徑數據 （页面存档备份，存于）、《2016年熱帶氣旋年刊》 （页面存档备份，存于）
- （英文）美國聯合颱風警報中心：24W路徑數據 （页面存档备份，存于）、莎莉嘉路徑圖、《2016年熱帶氣旋年刊》 （页面存档备份，存于）
- （英文）美國海軍研究實驗室：24W檔案 （页面存档备份，存于）
- （简体中文）中國國家氣象中心：2016年熱帶氣旋最佳路徑數據 （页面存档备份，存于）
- （繁體中文）臺灣交通部中央氣象局：颱風資料庫——、最佳路徑圖
- （繁體中文）香港天文台：報告 （页面存档备份，存于）、2016年10月熱帶氣旋概述 （页面存档备份，存于）、2016年10月天氣回顧 （页面存档备份，存于）、實時天氣稿（10月12日 （页面存档备份，存于）－13日－14日－15日 （页面存档备份，存于）－16日 （页面存档备份，存于）－17日 （页面存档备份，存于）－18日 （页面存档备份，存于）－19日 （页面存档备份，存于）－20日 （页面存档备份，存于））、《2016熱帶氣旋年刊》 （页面存档备份，存于）
- （繁體中文）澳門地球物理暨氣象局：2016熱帶氣旋年報：颱風莎莉嘉
- （英文）菲律賓大氣地球物理和天文管理局：熱帶氣旋發佈存檔 （页面存档备份，存于）、《2016年熱帶氣旋路徑年報》 （页面存档备份，存于）